# Гранчакский прыгун
Гранчакский прыгун (лат. Plecturocebus donacophilus) — вид приматов из семейства саковых, обитающих в восточной части Боливии и в Бразилии.

## Систематика
Гранчакского прыгуна помещают в группу видов donacophilus group, куда, помимо него, входят: Plecturocebus modestus, Plecturocebus oenanthe, Plecturocebus olallae, Plecturocebus pallescens и Plecturocebus urubambensis. В 2016 году согласно молекулярно-генетическим исследованиям Byrne с коллегами эту группу перенесли из рода Callicebus в род Plecturocebus.
В синонимику вида входят биномены:
- Callicebus donacophilus (d'Orbigny, 1836)[3]
- Callithrix donacophilus d'Orbigny, 1836[2]

## Описание
Приматы среднего размера. Цвет шерсти от серого до оранжевого. Половой диморфизм слабо выражен. Средняя длина тела самцов составляет 311 мм, самок — 340 мм. Хвост длиннее остального тела. Шерсть густая, вокруг ушей светлые пятна. Вес тела от 800 до 1200 г, телосложение самцов немного более плотное, чем самок. Зубная формула 2:1:3:32:1:3:3. Клыки относительно короткие по сравнению с другими обезьянами Нового Света. Продолжительность жизни в неволе до 25 лет.

## Распространение
Населяют влажные тропические леса, предпочитая районы леса с самой густой растительностью. Достаточно хорошо переносят частичное разрушение среды обитания. В Боливии встречаются в верховьях реки Маморе. Ареал простирается вглубь территории Бразилии до юга штата Рондония.

## Поведение
Дневные приматы, образующие небольшие семейные группы. В составе группа моногамная пара и её потомство, общее число членов группы от 2 до 7 особей. Также встречаются группы, состоящие из самцов, не нашедших пару. Детёнышей носит почти всегда самец. В возрасте от двух до четырёх лет молодняк покидает родительскую группу, при этом самки уходят из группы в более раннем возрасте, чем самцы. Связи между самкой и самцом очень тесные, они почти всё время проводят вместе. Явного лидера в паре не наблюдается. В случае разлуки самца и самки, они выказывают признаки сильной тревоги и беспокойства. Как и остальные виды подсемейства, это территориальные животные, каждая группа агрессивно защищает свою территорию. В рационе в основном фрукты, листья, насекомые и семена. Основную часть рациона составляют молодые листья и ростки, так что большую часть дня эти приматы проводят отдыхая и переваривая целлюлозу, которой богата растительная пища. Потребляют в пищу более 100 различных видов растений. Во время лактации в рационе возрастает доля животной пищи, богатой белком.

## Статус популяции
Международный союз охраны природы относит ганчакского прыгуна к «Видам, вызывающие наименьшие опасения». Несмотря на то, что численность популяции медленно сокращается, серьёзных угроз виду не выявлено.